# Rovnice kontinuity
Rovnice kontinuity je ve fyzice velmi důležitou rovnicí vyjadřující zákon zachování nějaké veličiny pomocí jejího prostoročasového rozložení (zpravidla v diferenciálním tvaru). Příkladem je rovnice kontinuity v popisu ustáleného proudění kapaliny, hustoty elektrického proudu, v teorii relativity rovnice kontinuity pro čtyřproud, nebo v kvantové mechanice, kde rovnice kontinuity vyjadřuje pomocí amplitudy pravděpodobnosti zachování celkové pravděpodobnosti výskytu částice.
Pod pojmem rovnice kontinuity se rovněž často rozumí zjednodušený tvar rovnice kontinuity pro ideální kapalinu protékající za ustáleného proudění uzavřenou trubicí obecně proměnlivého průřezu S.

## Tvary rovnice kontinuity
Rovnici kontinuity lze zapsat v obecném diferenciálním tvaru:
{\displaystyle {\partial \rho  \over \partial t}+\nabla \cdot \mathbf {j} =s}  , kde
- {\displaystyle \rho \,} je prostorová hustota zachovávající se veličiny,
- {\displaystyle {\partial  \over \partial t}\,} je derivace podle času
- {\displaystyle \mathbf {j} \,} je veličina vyjadřující hustotu toku (množství prošlé za jednotku času jednotkovou plochou kolmou ke směru průchodu) zachovávající se veličiny (je-li zachovávající se veličina skalární, je její tok vektor)
- {\displaystyle \nabla \cdot \mathbf {j} \,} je divergence této hustoty toku
- {\displaystyle s\,} je zdrojový člen, vyjadřující rychlost přibývání zachovávající se veličiny v jednotce objemu procesy jiné fyzikální podstaty nebo ze zdrojů mimo studovaný systém.

V relativistické fyzice se pak levá strana zápisu zjednoduší na (čtyř)divergenci čtyřvektoru (nebo čtyřtenzoru vyššího řádu, není-li zachovávající se veličina skalár):

{\displaystyle \partial _{\mu }J^{\mu }=S}, kde
- {\displaystyle J^{\mu }\,} je čtyřvektor ({\displaystyle \scriptstyle \mu =0,1,2,3}) odpovídající hustotě toku zachovávající se veličiny,
- {\displaystyle S\,} je relativistická obdoba zdrojového členu {\displaystyle s\,} (složky relativistického čtyřvektoru hustoty toku a relativistický zdrojový člen se od "nerelativistických" obdob mohou lišit konstantou, zpravidla mocninou rychlosti světla ve vakuu).

Následující tabulka uvádí stručný přehled tvarů rovnice kontinuity v různých aplikacích.
| Zachovávající se veličina         | Běžný tvar rovnice kontinuity |
| --------------------------------- | --- |
| hmotnost tekutiny:                | {\displaystyle \nabla \cdot \left(\rho _{\mathrm {tek.} }\mathbf {v} \right)+{\partial \rho _{\mathrm {tek.} } \over \partial t}=0}                      |
| hybnost tekutiny:                 | {\displaystyle \nabla \cdot (\rho _{\mathrm {tek.} }v_{i}\mathbf {v} )+{\frac {\partial }{\partial t}}(\rho _{\mathrm {tek.} }v_{i})+F_{i}=0}            |
| elektrický náboj:                 | {\displaystyle \nabla \cdot \mathbf {j} +{\partial \rho _{\mathrm {el.} } \over \partial t}=0}                                                           |
| nebo v zápise pro čtyřproud:      | {\displaystyle \partial _{\mu }J^{\mu }=\partial _{\mu }{\left(\rho _{0}U^{\mu }\right)}=0}                                                              |
| energie elektromagnetického pole: | {\displaystyle \nabla \cdot \mathbf {S} +{\partial u \over \partial t}+{\frac {\mathbf {j} \cdot \mathbf {j} }{\sigma }}=\mathbf {E} \cdot \mathbf {j} } |
| hybnost elektromagnetického pole: | {\displaystyle {\frac {1}{c^{2}}}{\frac {\partial \mathbf {S} }{\partial t}}+\mathrm {div} \,{\boldsymbol {\sigma }}=-\mathbf {f} ,}                     |
| pravděpodobnost výskytu částice:  | {\displaystyle {\frac {\hbar }{2mi}}\nabla \cdot \left(\psi ^{*}\nabla \psi -\psi \nabla \psi ^{*}\right)+{\partial {\|\psi \|^{2}} \over \partial t}=0} |

Zde {\displaystyle \rho _{el}} značí hustotu elektrického náboje, {\displaystyle \rho _{tek.}} hustotu tekutiny, {\displaystyle \mathbf {j} } plošnou hustotu elektrického proudu, {\displaystyle u=(\mathbf {E} \cdot \mathbf {D} +\mathbf {B} \cdot \mathbf {H} )/2} hustotu energie elektromagnetického pole, {\displaystyle \mathbf {S} } Poyntingův vektor, {\displaystyle \mathbf {f} } hustota síly, {\displaystyle {\boldsymbol {\sigma }}} Maxwellův tenzor a {\displaystyle \psi } vlnovou funkci, která vyjadřuje hustotu amplitudy pravděpodobnosti.

## Odvození rovnice kontinuity pro elektromagnetismus
Rovnici kontinuity lze jednoduše odvodit pomocí Gaussovy věty. Předpokládáme, že se daná veličina (v našem případě uvažujme např. elektrický náboj) zachovává, tedy v daném objemu platí
{\displaystyle {\frac {\mathrm {d} Q}{\mathrm {d} t}}={\frac {\mathrm {d} }{\mathrm {d} t}}\int _{\Omega }\rho \ \mathrm {d} V=-\oint _{\partial \Omega }\mathbf {j} \cdot \mathrm {d} \mathbf {S} ,}
tedy že časová změna celkového náboje v objemu {\displaystyle \Omega } je rovna vytečenému (proto znaménko minus) elektrickému proudu přes plochu objemu {\displaystyle \Omega } značeného {\displaystyle \partial \Omega }. Ten odpovídá integrálu na pravé straně rovnice.
Nyní aplikujeme na plošný integrál na pravé straně rovnice Gaussovu větu
{\displaystyle {\frac {\mathrm {d} Q}{\mathrm {d} t}}={\frac {\mathrm {d} }{\mathrm {d} t}}\int _{\Omega }\rho \ \mathrm {d} V=-\int _{\Omega }\nabla \cdot \mathbf {j} \ \mathrm {d} {V}.}
V dalším kroku uvážíme, že za předpokladu, že se oblast {\displaystyle \Omega } nemění, lze prohodit totální časovou derivaci s integrálem a obdržet
{\displaystyle {\frac {\mathrm {d} Q}{\mathrm {d} t}}=\int _{\Omega }{\frac {\partial \rho }{\partial t}}\mathrm {d} V=-\int _{\Omega }\nabla \cdot \mathbf {j} \ \mathrm {d} {V}\implies \int _{\Omega }\left({\frac {\partial \rho }{\partial t}}+\nabla \cdot \mathbf {j} \right)\mathrm {d} V=0.}
Protože tento vztah musí platit pro každou uvažovanou oblast {\displaystyle \Omega }, může být rovnice splněna jen tehdy, vynuluje-li se vnitřek objemového integrálu, tedy
{\displaystyle {\frac {\partial \rho }{\partial t}}+\nabla \cdot \mathbf {j} =0.}

## Odvození rovnice kontinuity pro kvantovou mechaniku
Uvažujeme-li reálný potenciál {\displaystyle V} a hamiltonián tvaru {\displaystyle {\hat {H}}=-{\frac {\hbar }{2m}}\Delta +V} pak časová Shcrödingerová rovnice a k ní komplexně sdružená mají tvar: 
{\displaystyle {\begin{aligned}&-{\frac {\hbar ^{2}}{2m}}\Delta \psi +V\psi =i\hbar {\frac {\partial \psi }{\partial t}},\\&-{\frac {\hbar ^{2}}{2m}}\Delta \psi ^{*}+V\psi ^{*}=-i\hbar {\frac {\partial \psi ^{*}}{\partial t}}.\\\end{aligned}}}
Vynásobením první rovnice {\displaystyle \psi ^{*}} a druhou rovnici {\displaystyle \psi } dostáváme:
{\displaystyle {\begin{aligned}&\psi ^{*}{\frac {\partial \psi }{\partial t}}={\frac {1}{i\hbar }}\left(-{\frac {\hbar ^{2}\psi ^{*}}{2m}}\Delta \psi +V\psi ^{*}\psi \right),\\&\psi {\frac {\partial \psi ^{*}}{\partial t}}=-{\frac {1}{i\hbar }}\left(-{\frac {\hbar ^{2}\psi }{2m}}\Delta \psi ^{*}+V\psi \psi ^{*}\right).\\\end{aligned}}}
Dále zavedeme hustotu pravděpodobnosti {\displaystyle \rho =\vert \psi \vert ^{2}}. Časová derivace hustoty pravděpodobnosti je rovna
{\displaystyle {\frac {\partial \rho }{\partial t}}={\frac {\partial |\psi |^{2}}{\partial t}}={\frac {\partial }{\partial t}}\left(\psi ^{*}\psi \right)=\psi ^{*}{\frac {\partial \psi }{\partial t}}+\psi {\frac {\partial \psi ^{*}}{\partial t}}.}
Dosazením do této rovnice se potenciál odečte a získáme tvar:
{\displaystyle {\frac {\partial \rho }{\partial t}}=-{\frac {\hbar }{2mi}}\left(\psi ^{*}\Delta \psi -\psi \Delta \psi ^{*}\right)}
Rovnici kontinuity pak můžeme zapsat pomocí hustoty toku pravděpodobnosti {\displaystyle \mathbf {j} ={\frac {\hbar }{2mi}}\left(\psi ^{*}\nabla \psi -\psi \nabla \psi ^{*}\right)} ve tvaru:
{\displaystyle {\frac {\partial \rho }{\partial t}}+{\textrm {div}}\left({\frac {\hbar }{2mi}}\left(\psi ^{*}\nabla \psi -\psi \nabla \psi ^{*}\right)\right)=0.}

## Rovnice kontinuity ve středoškolské fyzice
Rovnice kontinuity je rovnice, která platí pro ustálené proudění ideální kapaliny v uzavřené trubici a popisuje vztah mezi rychlostí proudění v a obsahem průřezu S v jednom místě trubice:
{\displaystyle Q_{V}=Sv={\mbox{konst.}}\,}
Z rovnice kontinuity plyne:
{\displaystyle {\frac {v_{1}}{v_{2}}}={\frac {S_{2}}{S_{1}}}},
neboli poměr rychlostí v1 a v2 proudění ve dvou místech je převrácený k poměru obsahů průřezů S1 a S2 trubice v těchto místech. Čím užší trubice, tím rychlejší proudění.
Platnost rovnice kontinuity vychází ze stejného průtoku ve všech místech trubice (za podmínky ustáleného proudění, tj. neměnného v čase) a vyjadřuje tak zákon zachování objemu kapaliny.
Tyto vztahy lze zobecnit pro (stlačitelné) tekutiny, např. plyny. U stlačitelné tekutiny se obecně mění hustota, a proto se nezachovává průtok, ale hmotnostní tok.
Rovnici kontinuity lze pak zapsat jako
{\displaystyle Q_{m}=Q_{V}\rho =Sv\rho ={\mbox{konst}}\,},
což znamená, že při ustáleném proudění tekutiny je hmotnostní tok v libovolném průřezu proudové trubice konstantní. Zde rovnice vyjadřuje zákon zachování hmotnosti.